# Ausgebreitetes Glaskraut
Das Ausgebreitete Glaskraut (Parietaria judaica), auch Mauer-Glaskraut genannt, ist eine Pflanzenart aus der Gattung der Glaskräuter (Parietaria) in der Familie der Brennnesselgewächse (Urticaceae).

## Beschreibung

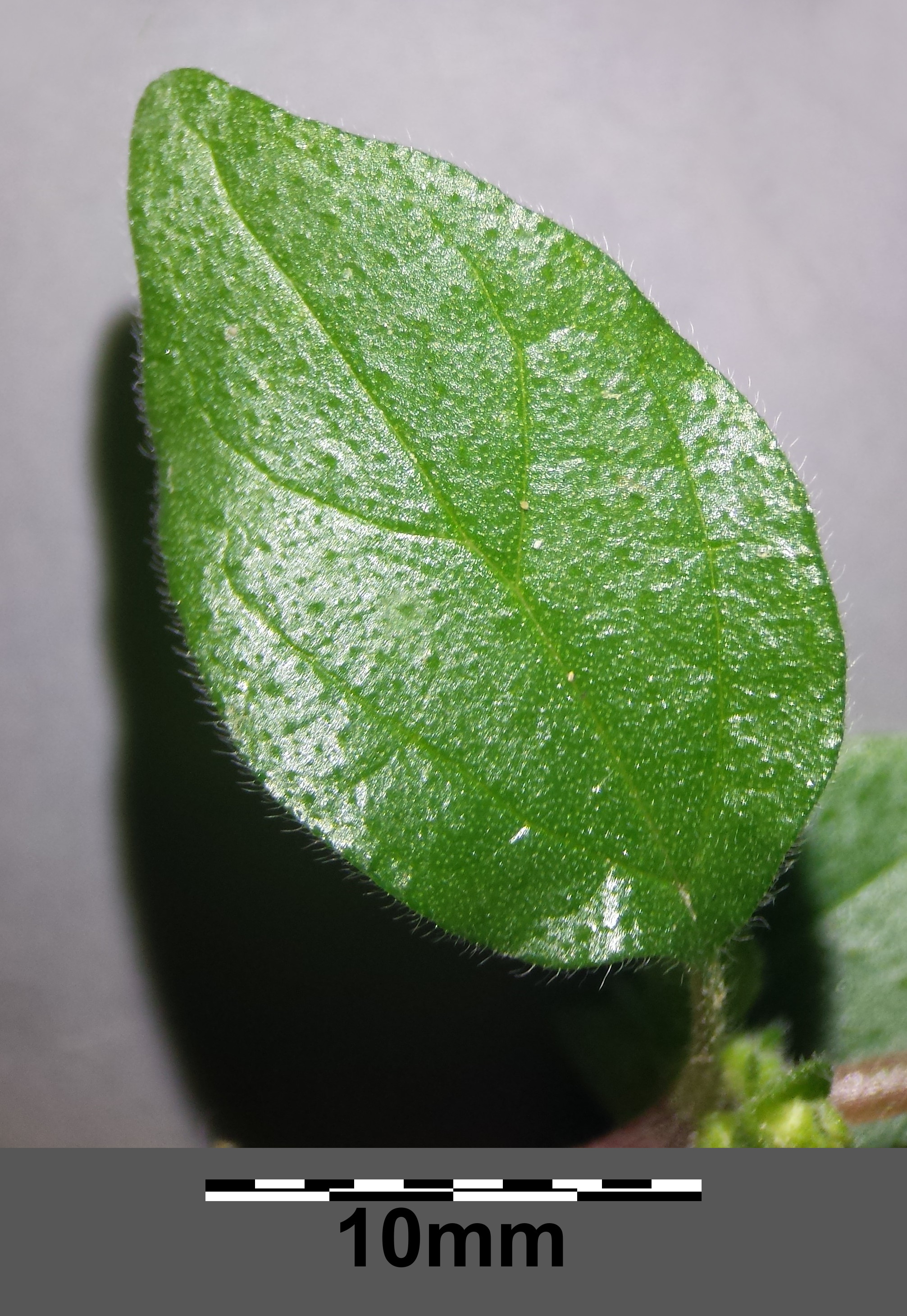
Die Laubblattspreite ist rundlich-elliptisch und in eine kurze Spitze verschmälert.

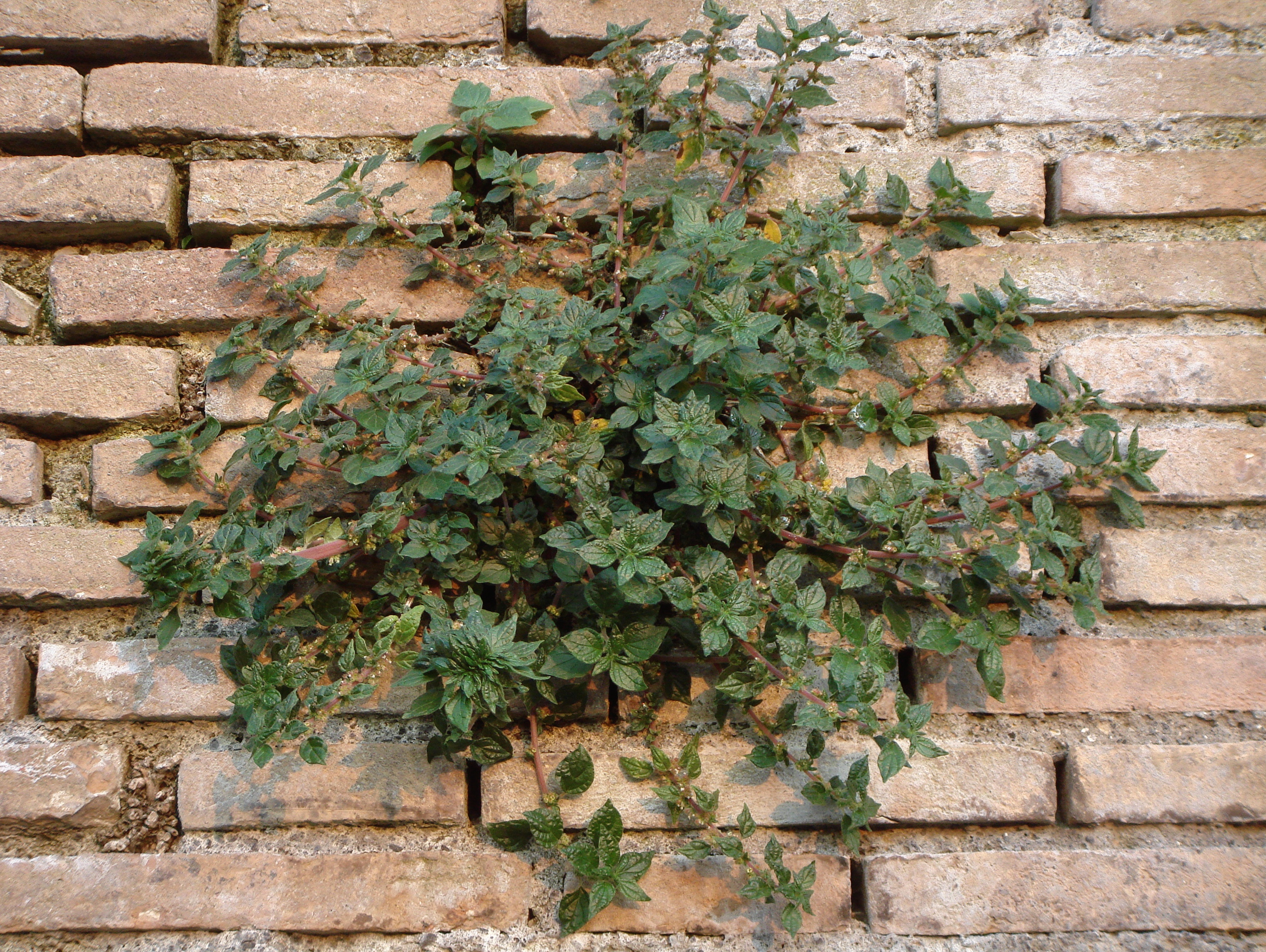
Habitus

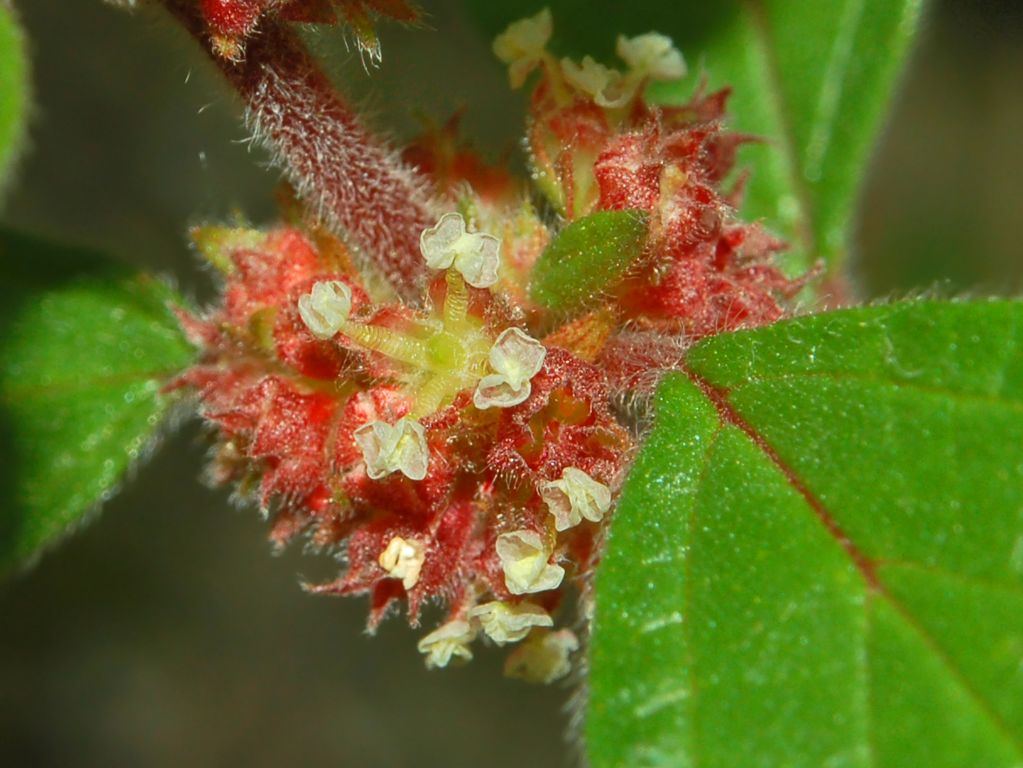
Blütenstand

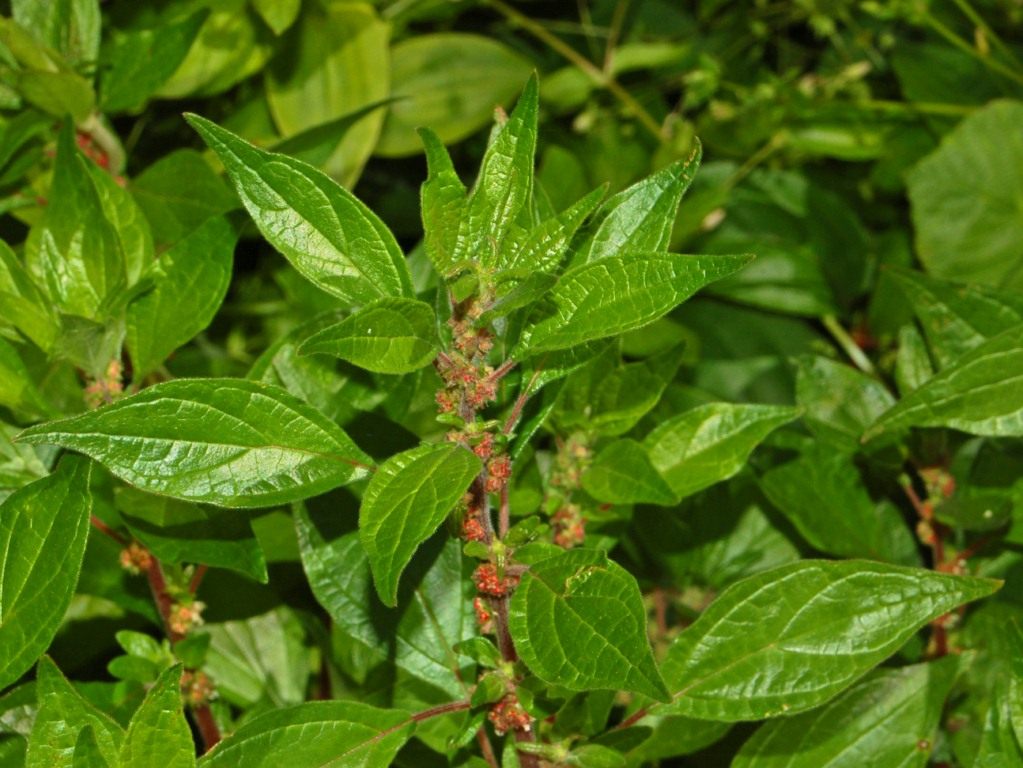
Habitus, Laubblätter und Blütenstände

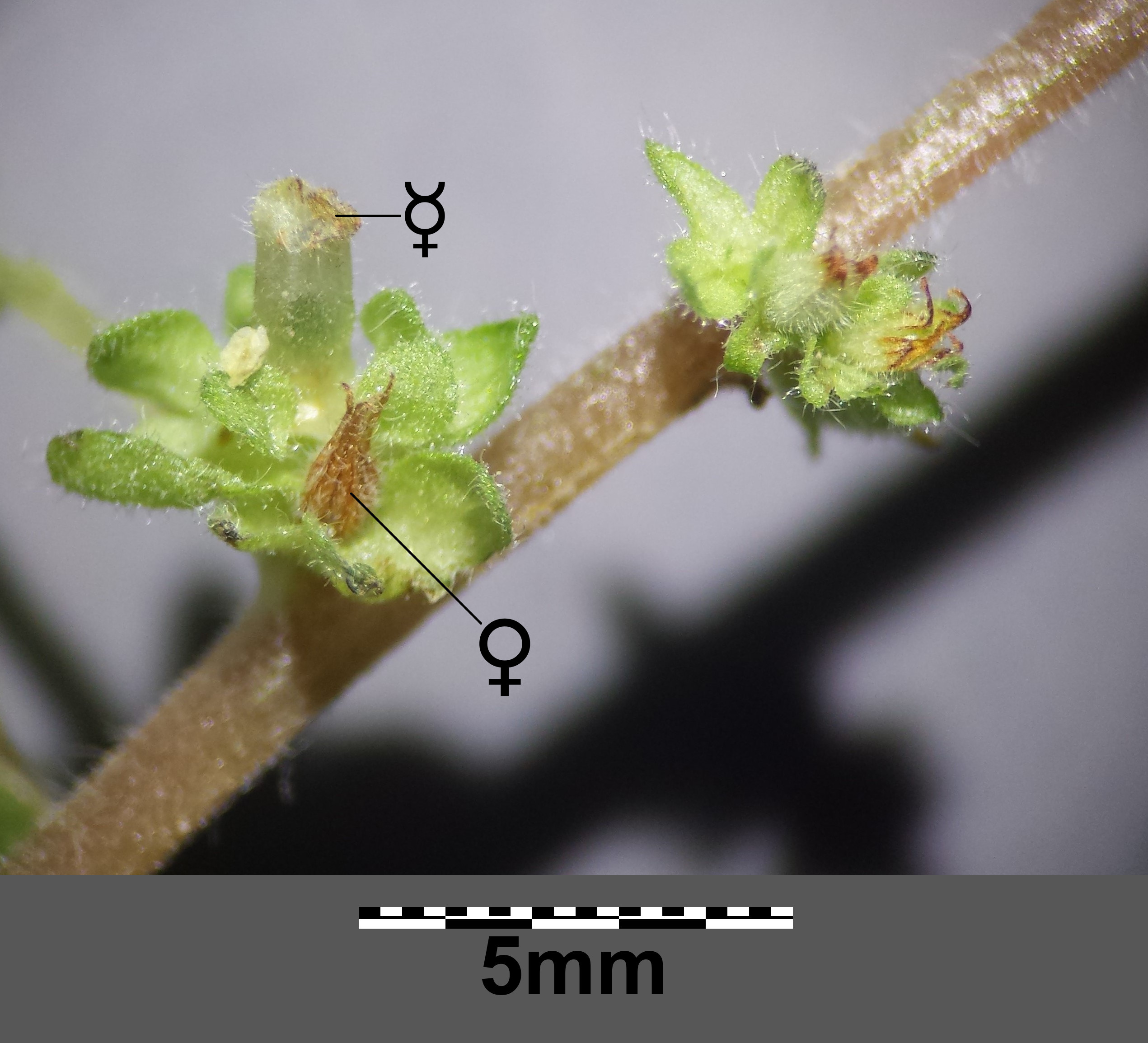
Blütenstand mit ♀- und ☿-Blüten

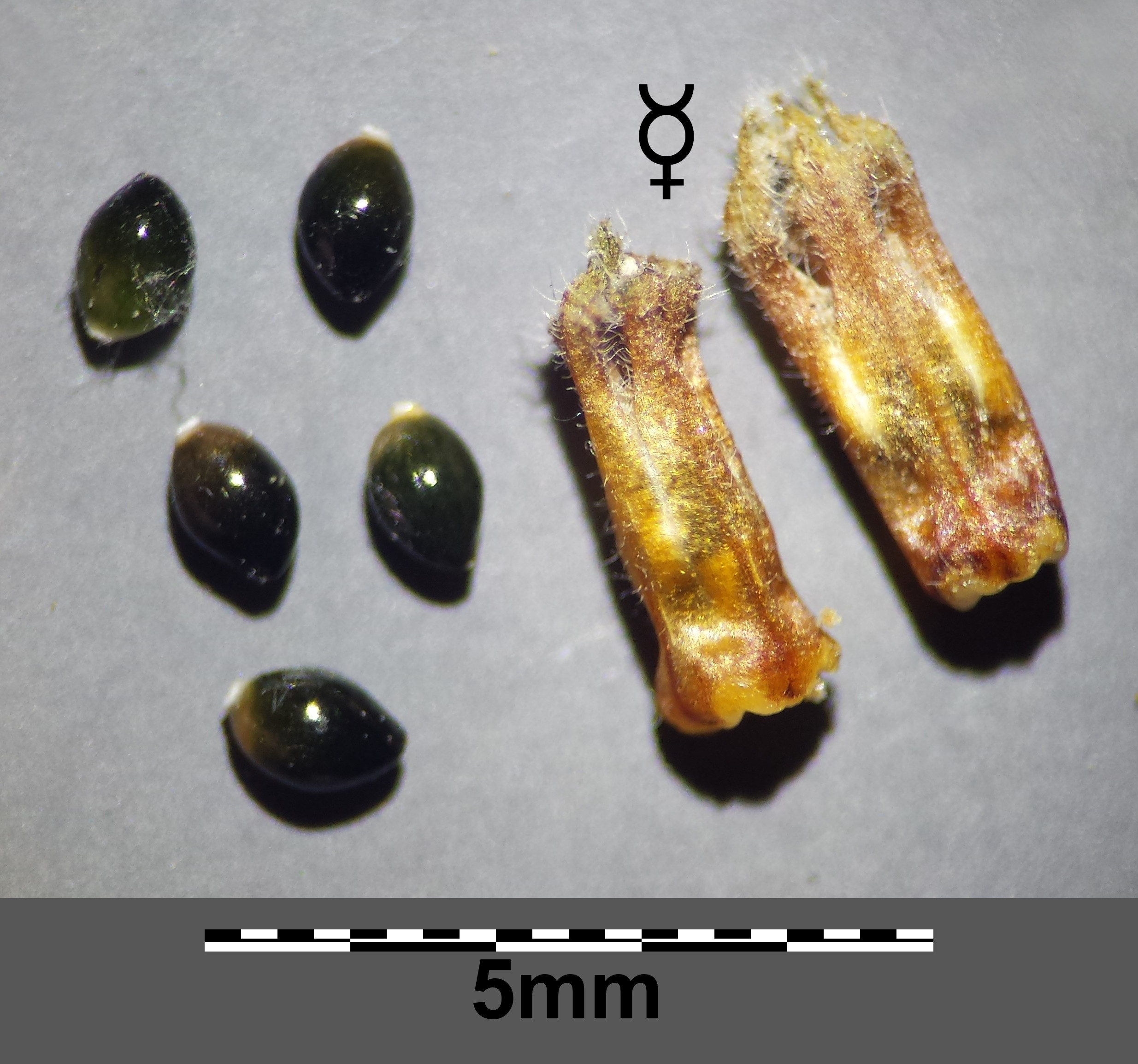
Blütenhüllen der ☿-Blüten mit 0,9–1,2 mm langen Früchten

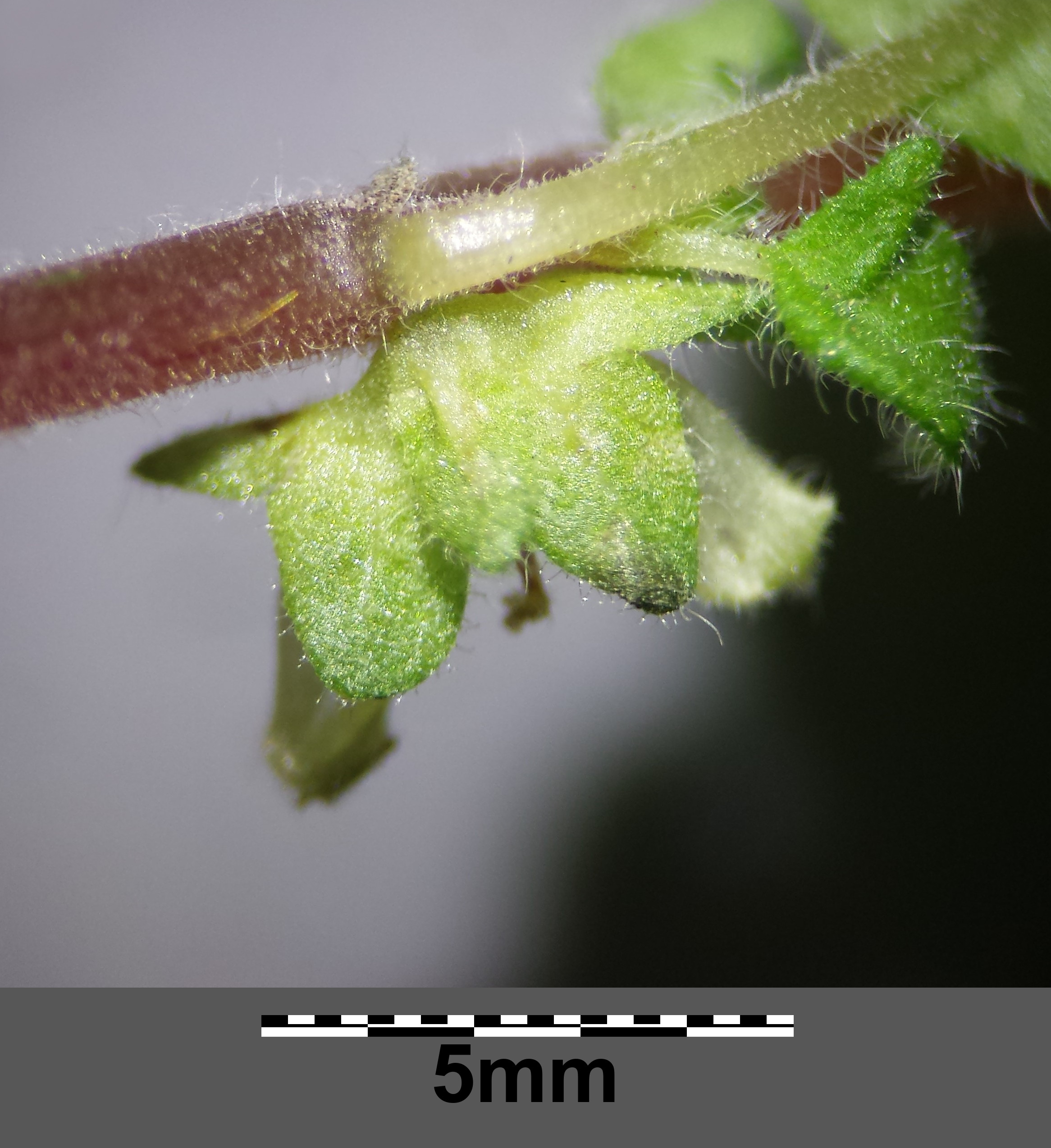
Die Blütenhüllblätter sind am Grund miteinander verwachsen

### Vegetative Merkmale
Das Ausgebreitete Glaskraut wächst als ausdauernde, krautige Pflanze und erreicht Wuchshöhen von 10 bis 80 Zentimetern. Der behaarte bis kahle Stängel ist aufrecht oder niederliegend und kann am Grund verholzen.
Die Laubblätter sind in Blattstiel und Blattspreite gegliedert. Der 0,3 bis 2 Zentimeter lange Blattstiel ist behaart. Die angedrückt flaumig behaarte bis kahle Blattspreite ist bei einer Länge von 1 bis 9 Zentimetern sowie einer Breite von 0,5 bis 4,5 Zentimetern lanzettlich-eiförmig bis eiförmig-elliptisch mit verschmälertem, keilförmigem oder breit gerundetem, selten fast herzförmigem Spreitengrund und zugespitzter Spreitenspitze.

### Generative Merkmale
In einzeln in den Blattachseln sitzenden, kompakten, zymösen Blütenständen sind wenige bis viele Blüten zusammengefasst. Die anfangs 1,5 bis 3 Millimeter langen, lanzettlich-eiförmigen bis elliptischen, stumpfen Tragblätter sind am Grund etwas verwachsen und vergrößern sich bis zur Fruchtreife. Die meist zwittrigen, grünlichen Blüten besitzen einen Durchmesser von 2 bis 3,5 Millimetern. Die Kelchblätter sind etwa 3 mm lang und nach innen gekrümmt.
Die gestielten, glänzend dunkelbraunen Nüsse sind eiförmig mit einer Länge von 1 bis 1,5 Millimetern und einer Breite von 0,6 bis 0,9 Millimetern. Sie haben ein spitzes oberes Ende ohne oder mit einer winzigen Stachelspitze.

### Chromosomensatz
Die Chromosomengrundzahl beträgt x = 7; es liegt Tetraploidie vor, allerdings mit einer Chromosomenzahl von 2n = 26.

## Ökologie
Beim Ausgebreiteten Glaskraut handelt es sich um einen Hemikryptophyten.
Die Ausbreitung der Diasporen erfolgt durch Ameisen.

### Blütezeit
Das Ausgebreitete Glaskraut blüht in Mitteleuropa von Juni bis Oktober. Im Mittelmeerraum und Gebieten mit vergleichbarem Klima blühen die meisten Pflanzenexemplare von März bis Juni, grundsätzlich sind die Pflanzen aber das ganze Jahr über in der Lage zu blühen.

## Vorkommen
Das natürliche Verbreitungsgebiet des Ausgebreiteten Glaskrautes umfasst Süd- und Westeuropa, Nordafrika einschließlich der atlantischen Inseln sowie Vorder- und Zentralasien ostwärts bis Kaschmir und Nepal. Meldungen aus Westchina und Tibet werden durch die Flora of China nicht bestätigt. Vorkommen auf den Azoren beruhen sicher auf Einschleppung, möglicherweise ebenso jene auf den Kanarischen Inseln. 
Das Ausgebreitete Glaskraut ist in Nordamerika, in Peru, Argentinien, Uruguay und Chile, in Australien und Neuseeland ein Neophyt.
In Deutschland liegen die Hauptvorkommen im Rheintal und an dessen Nebenflüssen. Vorkommen weiter östlich sind ebenso wie die in Österreich und Tschechien meist neuere Einschleppungen vorübergehender Natur. In der Schweiz kommt das Ausgebreitete Glaskraut auf der Alpensüdseite im Tessin und am Genfersee öfter vor, ebenso in Südtirol.
Das Ausgebreitete Glaskraut kommt in schattigen, feucht durchsickerten, aber südexponierten, stickstoffbeeinflussten humosen Spalten vor, in Mitteleuropa typischerweise in Mauerspalten und an Mauerfüßen. Es ist eine Charakterart des Parietarietum judaicae („Mauerglaskraut-Flur“) und überregional der Ordnung Parietarietalia judaicae.
Die ökologischen Zeigerwerte nach Landolt et al. 2010 sind in der Schweiz: Feuchtezahl F = 2+w (frisch aber mäßig wechselnd), Lichtzahl L = 4 (hell), Reaktionszahl R = 4 (neutral bis basisch), Temperaturzahl T = 5 (sehr warm-kollin), Nährstoffzahl N = 3 (mäßig nährstoffarm bis mäßig nährstoffreich), Kontinentalitätszahl K = 2 (subozeanisch).

## Taxonomie
Die Erstveröffentlichung von Parietaria judaica erfolgte 1756 durch Carl von Linné in Flora Palaestina, S. 32. Synonyme für Parietaria judaica L. sind Parietaria diffusa Mert. ex W.D.J.Koch, Parietaria jaxartica Pavlov, Parietaria officinalis subsp. judaica (L.) Bég., Parietaria ramiflora Moench.